# Port lotniczy Hendrik Van Eck
Port lotniczy Hendrik Van Eck (IATA: PHW, ICAO: FAPH) – port lotniczy położony w Phalaborwa, w prowincji Limpopo, w Republice Południowej Afryki.